# Gunhild Haraldsdatter
Pour les articles homonymes, voir Gunhild.
 Gunhilde ou Gunhild Haraldsdatter (tuée le 13 novembre 1002) est réputée être une sœur de Sven à la Barbe fourchue, roi de Danemark, et la fille de Harald à la dent bleue. Elle était mariée avec  Pallig (en), un danois au service du roi, Æthelred le Malavisé, comme ealdorman du Devonshire.

## Contexte
Gunhilde est supposée avoir été une otage en Angleterre lorsqu'elle est tuée lors du Massacre de la Saint-Brice, ordonné par Æthelred. Pallig est présenté alternativement comme ayant été tué lui aussi lors du massacre ou de l'avoir provoqué en désertant le service d'Æthelred.
Les historiens demeurent divisés sur la certitude du fait qu'elle soit une sœur de Sven à la Barbe fourchue. Ryan Lavelle est sceptique sur la pertinence des sources médiévales tardives comme la Chronique de Jean de Wallingford (en), qui la mentionnent. Cependant, Frank Stenton estime que cette parenté est « bien présente dans la tradition », et considère que la volonté de venger sa mort est le principal motif de l’invasion de l'Angleterre par Sven en 1003, prémices de sa conquête ultérieure par son fils Knut le Grand.